# EAR (formato di file)
In informatica il file con estensione .ear, acronimo di Enterprise ARchives, viene usato in Java per raggruppare uno o più moduli in un singolo archivio così da renderne simultanea e coerente l'installazione in un application server sulla base di quanto specificato nei descrittori XML, anch'essi inclusi nel file.